# مكتب العلوم للطاقة الأمريكي
مكتب العلوم (بالإنجليزية: مكتب العلوم للطاقة الامريكي)‏ أحد مكونات وزارة الطاقة الأمريكية ((DOE).و هي الوكالة الاتحادية الرائدة لدعم البحث العلمي الأساسي للطاقة الأمريكية وأكبر داعم للبحوث الأساسية في العلوم الفيزيائية. يتولى مكتب العلوم العمل على اثنين من المحاور الرئيسية هي: الدعم المباشر للأبحاث العلمية والدعم المباشر للتطوير والبناء، وتشغيل، والوصول المفتوح لمرافق المستخدم العلمية الفريدة التي تتاح للاستخدام من قبل الباحثين الخارجيين.

يدير مكتب العلوم هذا البرنامج البحثي من خلال ستة مكاتب برنامج علمي متعدد التخصصات: البحوث العلمية للحوسبة المتقدمة، والعلوم الأساسية للطاقة والبيولوجية والبحوث البيئية، علوم الطاقة اندماج، فيزياء الطاقة العالية والفيزياء النووية. لديه مكتب العلوم أيضا المسؤولية عن 10 من 17 الولايات المتحدة وزارة مختبرات الوطنية للطاقة. [1

هذا المكتب هو الوحيد في الولايات المتحدة الذي تراعاه الحكومة الاتحادية للأبحاث في العلوم الفيزيائية، بما في ذلك : الفيزياء، والكيمياء، وعلوم الحاسب الآلي، الرياضيات التطبيقية، وعلوم المواد، علوم النانو والهندسة، فضلا عن بيولوجيا الأنظمة والعلوم البيئية. مكتب العلوم يجعل الاستخدام الواسع لمراجعة النظير واللجان الاستشارية الاتحادية لتطوير التوجهات العامة للاستثمار في البحوث، لتحديد الأولويات، وتحديد أفضل المقترحات العلمية لدعم.

يظم مكتب العلوم 10 من المختبرات الوطنية للعلوم هي: مختبرأميس، مختبر أرغون الوطني، مختبر بروكهافن الوطني، مختبر فيرمي الوطني للمسرعات، مختبر لورانس بيركلي الوطني، مختبر أوك ريدج الوطني، المختبر الوطني شمال غرب المحيط الهادئ، مختبر برينستون البلازما للفيزياء، مختبر سلاك الوطني للمسرعات، ومرفق توماس جيفرسون الوطني للمسرعات . [1]
==مكتب العلوم (بالإنجليزية: مكتب العلوم للطاقة الامريكي)‏ أحد مكونات وزارة الطاقة الأمريكية ((DOE).و هي الوكالة الاتحادية الرائدة لدعم البحث العلمي الأساسي للطاقة الأمريكية وأكبر داعم للبحوث الأساسية في العلوم الفيزيائية. يتولى مكتب العلوم العمل على اثنين من المحاور الرئيسية هي: الدعم المباشر للأبحاث العلمية والدعم المباشر للتطوير والبناء، وتشغيل، والوصول المفتوح لمرافق المستخدم العلمية الفريدة التي تتاح للاستخدام من قبل الباحثين الخارجيين.

يدير مكتب العلوم هذا البرنامج البحثي من خلال ستة مكاتب برنامج علمي متعدد التخصصات: البحوث العلمية للحوسبة المتقدمة، والعلوم الأساسية للطاقة والبيولوجية والبحوث البيئية، علوم الطاقة اندماج، فيزياء الطاقة العالية والفيزياء النووية. لديه مكتب العلوم أيضا المسؤولية عن 10 من 17 الولايات المتحدة وزارة مختبرات الوطنية للطاقة. [1

هذا المكتب هو الوحيد في الولايات المتحدة الذي تراعاه الحكومة الاتحادية للأبحاث في العلوم الفيزيائية، بما في ذلك : الفيزياء، والكيمياء، وعلوم الحاسب الآلي، الرياضيات التطبيقية، وعلوم المواد، علم النانو والهندسة، فضلا عن بيولوجيا الأنظمة والعلوم البيئية. مكتب العلوم يجعل الاستخدام الواسع لمراجعة النظير واللجان الاستشارية الاتحادية لتطوير التوجهات العامة للاستثمار في البحوث، لتحديد الأولويات، وتحديد أفضل المقترحات العلمية لدعم.

يظم مكتب العلوم 10 من المختبرات الوطنية للعلوم هي: مختبرأميس، مختبر أرغون الوطني، مختبر بروكهافن الوطني، مختبر فيرمي الوطني للمسرعات، مختبر لورانس بيركلي الوطني، مختبر أوك ريدج الوطني، المختبر الوطني شمال غرب المحيط الهادئ، مختبر برينستون البلازما للفيزياء، مختبر سلاك الوطني للمسرعات، ومرفق توماس جيفرسون الوطني للمسرعات . [1]

## برامج مكتب العلوم
يضم مكتب العلوم ستة مكاتب فرعية للعلوم متعددة التخصصات:
- مكتب البحوث المتقدمة للحوسبة العلمية
- مكتب العلوم الأساسية للطاقة
- مكتب البحوث البيولوجية والبيئية
- مكتب علوم اندماج الطاقة
- مكتب فيزياء الطاقة العالية
- مكتب الفيزياء النووية. [1]

‌